# Confine tra Armenia e Georgia
Il confine tra l'Armenia e la Georgia è la linea di demarcazione internazionale lunga 164 km che separa il sud-est della Georgia dal nord dell'Armenia. Nelle prossimità del confine si trovano le città di Alaverdi (Armenia) e Bolnisi (Georgia). I punti estremi sono le due triplici frontiere con la Turchia ad ovest e l'Azerbaigian a est.

## Descrizione
Il confine inizia a ovest al triplice confine con la Turchia e procede via terra fino al triplice confine con l'Azerbaigian attraverso una serie di linee irregolari e una piccola sezione a est lungo il fiume Debed. La sezione occidentale, più montuosa, comprende due laghi posti abbastanza vicino al confine: Madatapa (in Georgia) e il lago Arpi (in Armenia).

## Storia
Durante il XIX secolo la regione del Caucaso fu contesa tra l'Impero ottomano in declino, la Persia e la Russia, che si stava espandendo verso sud. La Russia annesse formalmente il Regno georgiano orientale di Kartli e Kakheti nel 1801, seguito dal Regno georgiano occidentale di Imereti nel 1804. Nel corso del 1800 la Russia spinse la sua frontiera meridionale verso sud, a spese degli imperi persiano e ottomano. Con la guerra russo-persiana (1804-1813) e il successivo Trattato di Golestan, la Russia acquisì la maggior parte di quello che è l'attuale Azerbaigian e la regione meridionale di Syunik dell'odierna Armenia. Dopo la guerra russo-persiana (1826-1828) e il Trattato di Turkmenchay, la Persia fu costretta a cedere l'area di Naxçıvan e il resto della moderna Armenia. La Russia organizzò i suoi territori, georgiano e armeno, nei governatorati di Tiflis, Kutaisi ed Erivan.

Territorio rivendicato della Repubblica Democratica Georgiana, con la regione contesa di Lori, in rosa.

Dopo la rivoluzione russa del 1917, i popoli del Caucaso meridionale avevano dichiarato la Repubblica Federale Democratica Transcaucasica nel 1918 e avevano avviato colloqui di pace con gli ottomani. Vari disaccordi interni portarono la Georgia a lasciare la federazione nel maggio 1918, seguita poco dopo dall'Armenia e dall'Azerbaigian. Tuttavia i confini tra le tre repubbliche furono contestati. Il Trattato di Batumi del giugno 1918 pose fine alle ostilità tra la Repubblica Transcaucasica e l'Impero ottomano. Quando gli ottomani si ritirarono dall'area dell'attuale provincia di Lori nell'ottobre 1918, essa fu contesa tra Armenia e Georgia poiché comprendeva la gran parte degli uezd di Borchalo e Akhalkalaki dell'ex governatorato di Tiflis. La Georgia affermò che i confini meridionali dell'ex governatorato di Tiflis avrebbero formato il confine, mentre l'Armenia sostenne una nuova delimitazione del confine in modo da riflettere la situazione etnica sul terreno. Dopo il fallimento dei colloqui di pace mirati a risolvere la questione della frontiera, scoppiarono in ottobre degli scontri, seguiti da una situazione di stallo dei colloqui di pace e da una breve guerra a dicembre. Un cessate il fuoco fu mediato dagli inglesi sotto William Montgomerie Thomson il 17 gennaio 1919 e l'area contesa fu dichiarata zona neutrale in attesa di ulteriori colloqui di pace. Successivamente, sia l'Armenia che la Georgia, si spinsero nell'area di Kars, nell'attuale Turchia orientale, annettendone le terre e provocando ulteriori controversie sul possedimento del territorio.
La questione divenne più controversa quando nel 1920 l'Armata Rossa russa invase l'Azerbaigian e l'Armenia, ponendo fine all'indipendenza di entrambi, seguita nel febbraio-marzo 1921 dalla Georgia. La Turchia colse l'opportunità di strappare all'Armenia le terre a est, e la Georgia occupò la zona neutrale di Lori con l'approvazione armena, in modo da evitare che cadesse nelle mani dei turchi. Il confine dell'URSS con la Turchia fu finalizzato nell'ottobre 1921 tramite il Trattato di Kars, che fissò così il limite occidentale del confine tra Armenia e Georgia. Quando i sovietici stabilirono un costante grado di controllo nell'area all'inizio del 1921, sponsorizzarono una delimitazione finale del confine armeno-georgiano, dividendo la zona neutrale di Lori in due parti (principalmente a favore dell'Armenia) e fissando il confine nella sua posizione attuale, tramite un accordo concluso il 6 novembre 1921. Nel 1922 tutti e tre gli stati furono incorporati nella Repubblica Socialista Federativa Sovietica Transcaucasica all'interno dell'URSS, prima di separarsi nel 1936.

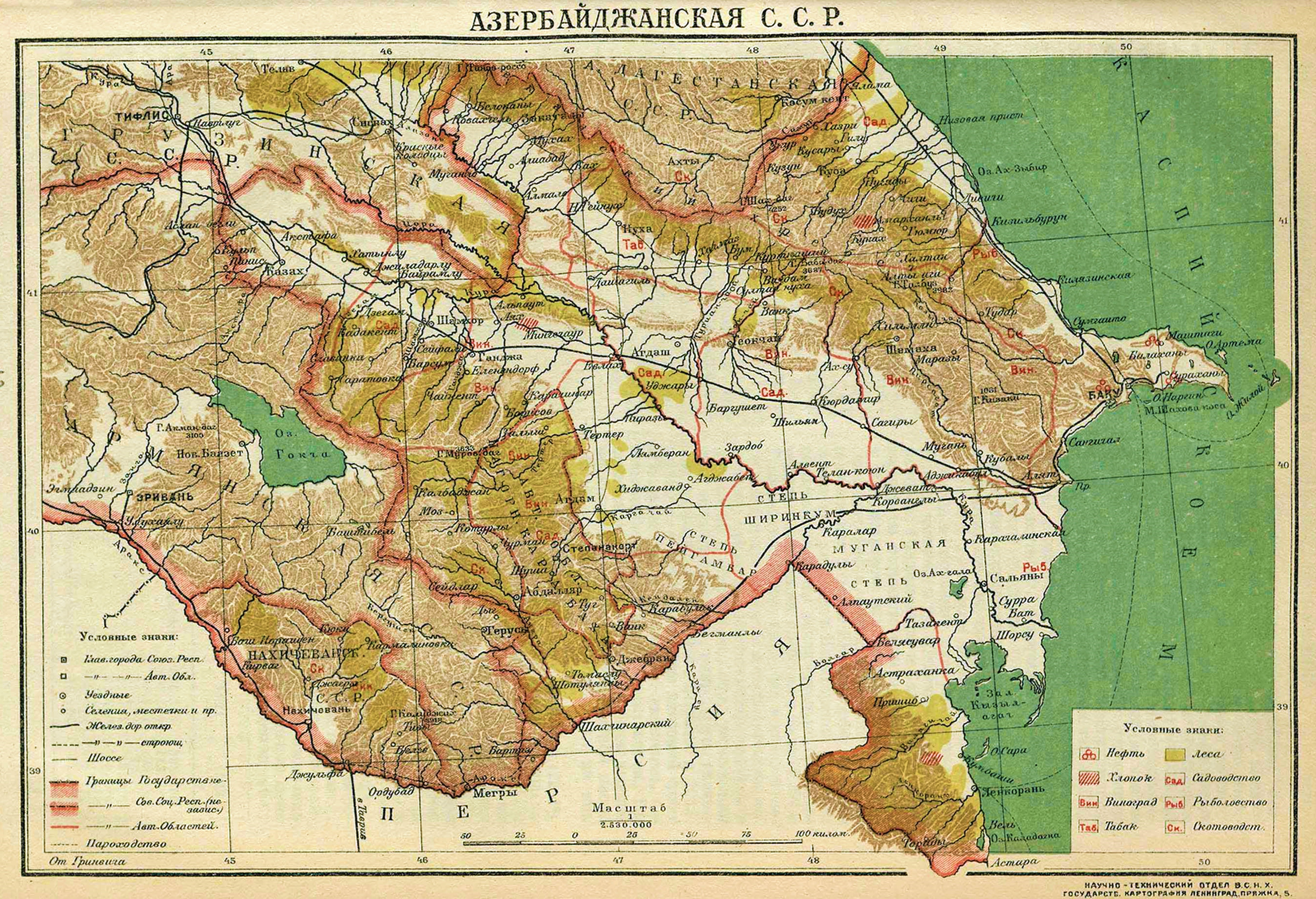
Confini tra le repubbliche sovietiche Armena e Georgiana nel 1926. La parte settentrionale del distretto di Borchalinsky, parte dell'SSR Armeno.

Il confine divenne una frontiera internazionale nel 1991 in seguito alla dissoluzione dell'Unione Sovietica e all'indipendenza delle sue costituite repubbliche. Nel 1994 i due paesi iniziarono a lavorare per delimitare i loro confini. Esiste una grande minoranza armena in Georgia, concentrata soprattutto nella provincia di confine di Samtskhe-Javakheti dove si creano a volte dei risentimenti da parte degli armeni. Tuttavia né il governo armeno né quello georgiano hanno fatto pressioni per una revisione del loro vecchio confine dell'era sovietica.

## Insediamenti vicino al confine

### Armenia
- Ashotsk
- Tashir
- Dzyunashogh
- Metsavan
- Apaven
- Sarchapet
- Alaverdi
- Ptghavan
- Debetavan
- Haghtanak
- Ayrum

### Georgia
- Gorelovka
- Irganchai
- Dmanisi
- Akhkerpi
- Sadakhlo
- Shaumiani

## Attraversamenti al confine
- Bagratashen (ARM) – Sadakhlo (GEO)[13]
- Gogavan (ARM) – Guguti (GEO)[13]
- Bavra (ARM) – Ninotsminda[13][14]